# Rupertsberg

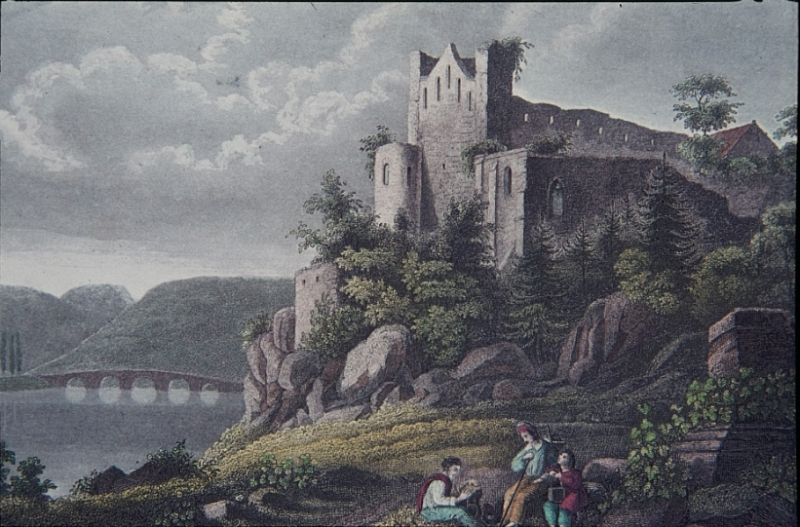
Ruinas del antiguo monasterio de Rupertsberg.

Rupertsberg es un afloramiento rocoso en la confluencia de los ríos Nahe y Rin, en Bingen am Rhein, Renania Palatinado, Alemania. 
Se llama así por el venerado San Ruperto de Bingen (712-732), hijo de Berta de Bingen. El sitio es famoso por haberse construido allí el primer convento fundado por Santa Hildegarda de Bingen, en 1150, después de dejar el monasterio en Disibodenberg. 
Hildegarda adquirió los terreno a Hermann, decano de Maguncia y al conde Bernardo de Hildesheim. La capilla del convento fue consagrada por el arzobispo Enrique de Maguncia en 1152. Las cartas del monasterio fueron redactadas en 1158 por Arnold, arzobispo de Maguncia. En 1171, Christian, arzobispo de Maguncia extendió ventajas fiscales al convento. Finalmente, las ruinas del monasterio fueron destruidas para dar paso a la vía del ferrocarril del Valle del Nahe en 1857.